# Santa Maria do Oeste
Santa Maria do Oeste (en español: Santa María del Oeste) es un municipio brasileño del estado del Paraná. Su población estimada en 2004 era de 13.705 habitantes.